# Vício por computadores

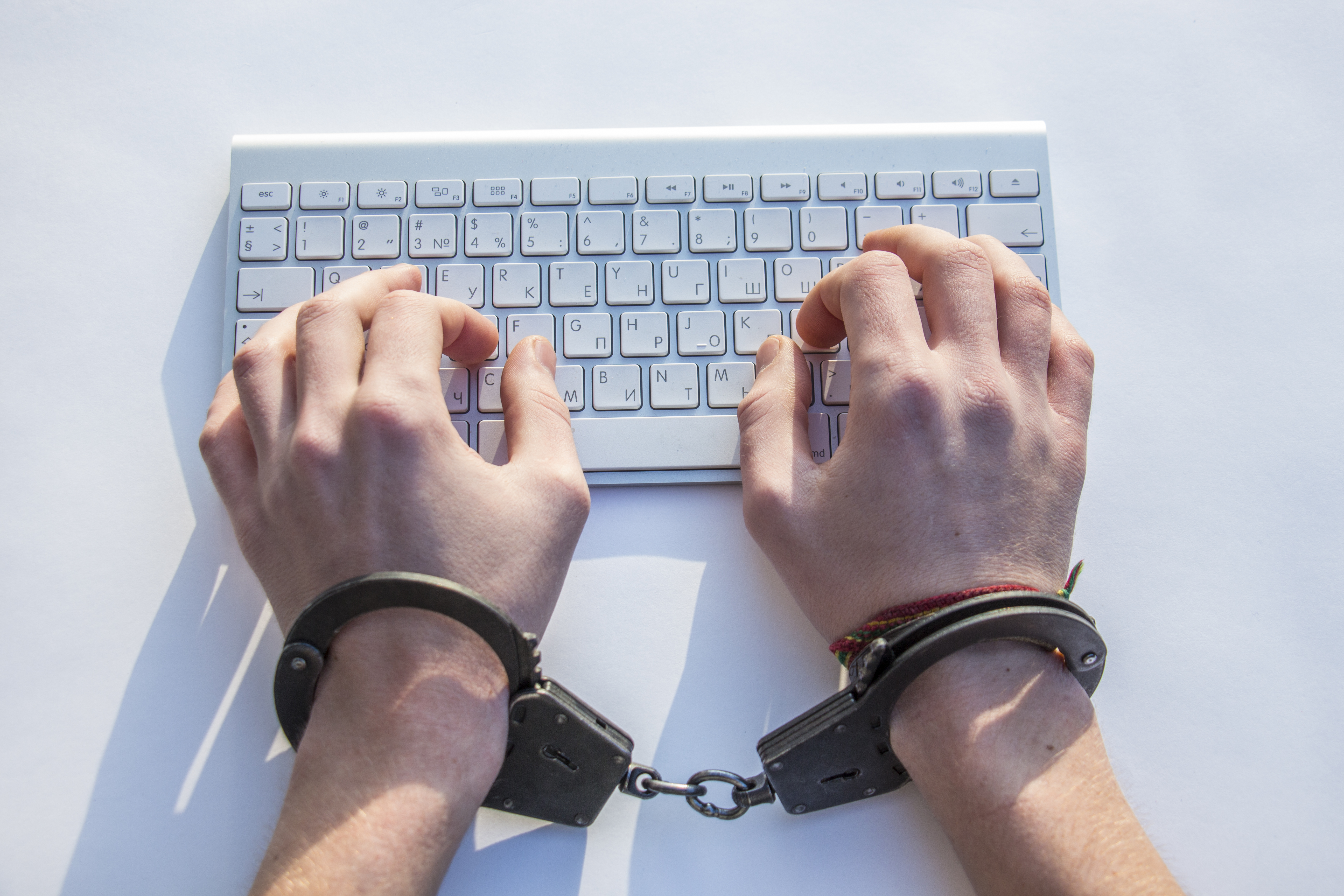
Imagem metafórica que ilustra o vício por computadores, associando mãos algemadas com um teclado de computador.

Vício por computadores é o uso compulsivo de computadores para finalidades do dia-a-dia, incluindo tarefas em que a máquina opera offline.
O termo não pode ser confundido com vício pela Internet e vício por jogos eletrônicos.
O termo foi criado em 1979 pelo livro An Introduction to Educational Computing. Após isto o termo também foi reintroduzido por M. Shotton em 1989 no livro Computer Addiction.